# Arcidiecéze madridská
Arcidiecéze madridská (španělsky Archidiócesis de Madrid) je římskokatolická metropolitní arcidiecéze ve Španělsku, jejíž sídlo je v Madridu, jehož teritorium tvoří podstatnou část teritoria arcidiecéze. Její katedrálou je kostel Panny Marie Almudenské.

## Historie

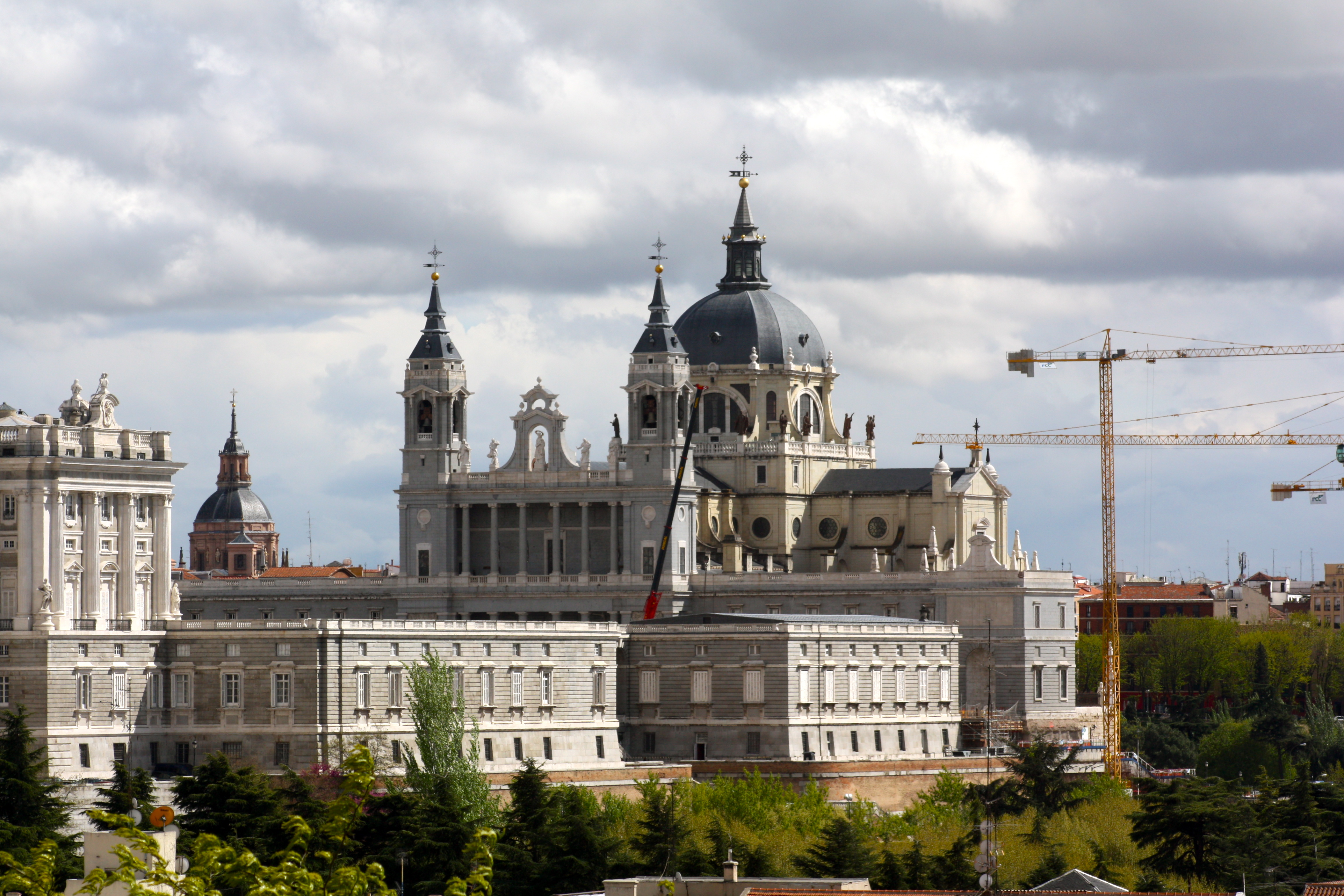
Madridská katedrála La Almudena

Madrid původně spadal pod církevní správu arcibiskupství toledského jehož arcibiskupové a primasové Španělska se báli ztráty svého vlivu na královský dvůr, a tak dlouho bránili vzniku samostatného biskupství. Až roku 1885 z něj byla vyčleněna diecéze Madrid-Alcalá, která byla v roce 1964 povýšena na arcidiecézi. Papež Jan Pavel II. z ní v roce 1991 učinil diecézi metropolitní s názvem madridská, neboť z ní vyčlenil dvě sufragánní diecéze.